# Hotpixel

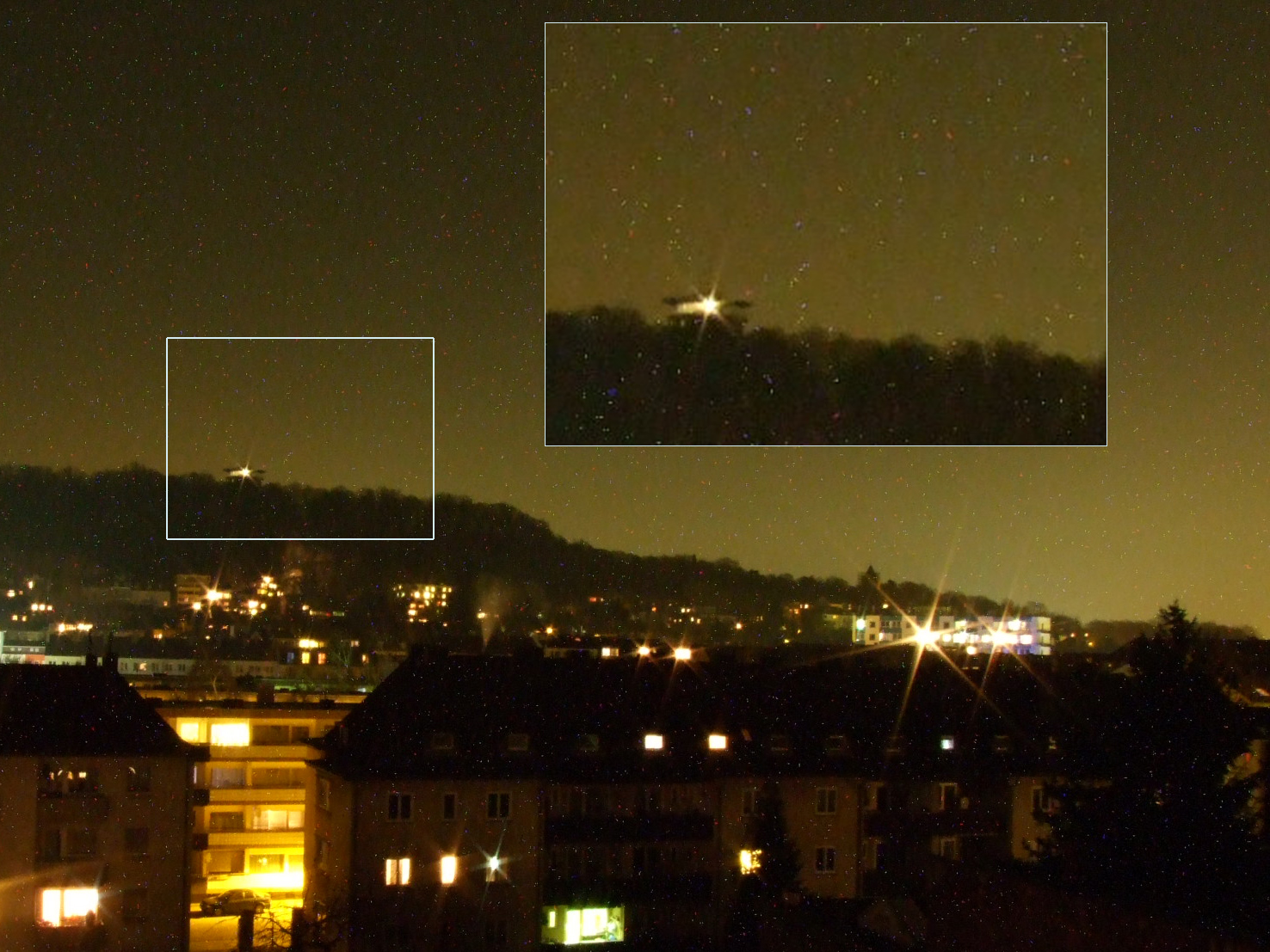
Hotpixel am Nachthimmel bei 30 Sek. Belichtungszeit

Hotpixel sind einzelne Bildpunkte einer Digitalkamera, die einen deutlich helleren Bildwert ausgeben als sie es gemäß dem empfangenen Licht dürften. Diese Pixelfehler erscheinen im Bild als einzelne, nadelscharfe helle Punkte, wo Dunkelheit sein sollte. Da im Bayer-Sensor die Pixel einfarbig sind, sind Hotpixel oft vollfarbig rot, grün oder blau. Sind zwei benachbarte Pixel betroffen, kommt es zu Hotpixeln mit Mischfarben.

## Ursache
Hotpixel werden hauptsächlich durch Fertigungsungenauigkeiten verursacht: Statt auftreffenden Lichtes sorgt ein ungewollter Stromfluss, der sogenannte Dunkelstrom, für den Aufbau einer elektrischen Ladung im betroffenen Pixel. Für den Bildprozessor ist zunächst nicht erkennbar, ob diese Ladung von einem tatsächlichen Lichtpunkt oder einem Dunkelstrom stammt.
Wie weit der (geringe) Dunkelstrom das Pixel laden kann – und damit die Helligkeit des Hotpixels –, hängt von der Belichtungszeit des Bildes, vom eingestellten ISO-Wert und von der Temperatur des Sensors ab. Daher zeigen sich Hotpixel vor allem bei langen Belichtungszeiten und hohen Empfindlichkeiten sowie bei warmem Sensor. In einfacheren Kameras ist die Belichtungszeit häufig auf wenige Sekunden beschränkt, um die Hotpixelanzahl zu verringern. Auf Langzeitbelichtungen spezialisierte Digitalkameras (etwa für Astrofotografie) kühlen ihren Bildsensor aktiv.

## Korrektur bei der Kamerafertigung
Jeder gängige Bildsensor weist nach der Fertigung bereits einen Anteil von etwa 1⁄1000 defekter Pixel auf (helle oder dunkle), bei einem 8-Megapixel-Sensor werden z. B. 8.000 defekte Pixel als normal betrachtet. Diese Pixel werden bei der Montage individuell festgestellt und in der Kamera gespeichert. Im Einsatz werden sie automatisch interpoliert („ausmaskiert“) und treten im Bildergebnis nur noch als (sehr geringer) Auflösungsverlust in Erscheinung.

## Nachträgliche Korrektur in der Kamera
Hotpixel, die erst nach der Fertigung entstehen, etwa durch Alterung oder andere äußere Einflüsse wie hohe Temperaturen oder lange Belichtungszeiten, wirken sich vor allem bei Nachtaufnahmen störend aus. Einige Kameras erlauben es dem Endanwender, aktuelle Hotpixel festzustellen und der internen Liste der defekten Pixel zuzufügen (bei Olympus-Kameras heißt der Menüpunkt „Pixel Mapping“), die bei der Entwicklung des Sensorbildes unberücksichtigt bleiben. Meist kann dies jedoch nur der Kundendienst.
In manchen Fällen hilft auch eine alternative Kamera-Software (Firmware), etwa CHDK. Eine kameraseitige Korrekturmöglichkeit beruht darauf, Hotpixel anhand des hohen Kontrastes zu angrenzenden Pixeln zu finden und zu korrigieren.
Eine andere Methode zur Hotpixel-Elimination ist die sogenannte Dunkelbild-Subtraktion. Dabei wird bei Langzeitbelichtungen nach der Aufnahme eine weitere gleichlange Aufnahme bei geschlossenem Verschluss angefertigt. Auf der zweiten Aufnahme zeigen sich dieselben Hotpixel. Die Helligkeitswerte der Pixel des Dunkelbilds werden vom Helligkeitswert der Pixel des ursprünglichen abgezogen und ergeben eine korrigierte Aufnahme.

## Nachträgliche Korrektur im Bild
Ist eine kameraseitige Entfernung nicht oder nicht mehr möglich (da das Foto bereits erzeugt und abgespeichert wurde), können Hotpixel auch nachträglich entfernt werden. Dafür wird Software angeboten, zum Beispiel der „HotPixels Eliminator“ oder „PixelZap“. Im Bildbearbeitungsprogramm Photoshop kann die Funktion „Kratzer und Staub entfernen“ verwendet werden. Die gründlichste Methode ist die manuelle Retusche, die jedoch viel Zeit in Anspruch nimmt.

## Weiteres
Die Anordnung der Hotpixel im Bild ist für jeden Bildsensor und damit für jede Kamera individuell wie ein Fingerabdruck. Daher kann sie in der digitalen Bildforensik als Kamera-Identifikationsmerkmal herangezogen werden. Ein Foto lässt sich damit eindeutig einer Kamera zuordnen.